# Lagnieu
Lagnieu je francouzská obec v departementu Ain v regionu Auvergne-Rhône-Alpes. V roce 2012 zde žilo 6 789 obyvatel. Je centrem kantonu Lagnieu.

## Sousední obce
La Balme-les-Grottes, Leyment, Saint-Sorlin-en-Bugey, Saint-Vulbas, Sainte-Julie, Vaux-en-Bugey, Vertrieu

## Vývoj počtu obyvatel
Počet obyvatel